# Ullavasjön
Ullavasjön är en sjö i Finland. Den ligger i kommunen Karleby i landskapet Mellersta Österbotten, i den centrala delen av landet, 400 km norr om huvudstaden Helsingfors. Ullavasjön ligger 112,6 meter över havet. Arean är 13,07 kvadratkilometer och strandlinjen är 72,8 kilometer lång. Sjön  ingår i Perho å huvudavrinningsområde.   I omgivningarna runt Ullavasjön växer i huvudsak blandskog. Den sträcker sig 5,4 kilometer i nord-sydlig riktning, och 7,1 kilometer i öst-västlig riktning.
I övrigt finns följande i Ullavasjön:
- Syvätkarit (en ö)
- Kotikari (en ö)
- Porakari (en ö)
- Heikinkari (en ö)
- Kätkykari (en ö)
- Puskalankarit (en ö)
- Tähtikari (en ö)
- Apajakari (en ö)
- Lintukarit (en ö)
- Päiväkari (en ö)
- Tiekari (en ö)
- Mustalaiskari (en ö)
- Vesikari (en ö)
- Matinkari (en ö)
- Sikosaari (en ö)
- Paskalaatta (en ö)
- Kantelesaari (en ö)
- Tynnyrisaari (en ö)
- Pihlajamaankari (en ö)
- Talvisaari (en ö)
- Tullisaari (en ö)
- Kristitynkari (en ö)
- Koirakari (en ö)
- Iso Lohikari (en ö)
- Pikku Lohikari (en ö)
- Iso Hiidenluoto (en ö)
- Pikku Hiidenluoto (en ö)
- Seppäsaari (en ö)
- Puurosaari (en ö)
- Harppusaari (en ö)
- Tammasaari (en ö)
- Syväkari (en ö)
- Iso Teerisaari (en ö)
- Pikku Petäjäsaari (en ö)
- Kaatokari (en ö)
- Yrjöniemenkarit (en ö)
- Ahvenkari (en ö)
- Sitinänkari (en ö)
- Pesukallio (en ö)
- Pitkäkari (en ö)
- Talassaari (en ö)
- Kalliokari (en ö)
- Äilänne (en ö)
- Joutsenkari (en ö)
- Petäjäsaari (en ö)
- Tullikari (en ö)
- Riikankari (en ö)
- Uprankari (en ö)
- Pikkuryöpäs (en ö)